# Winnfield
Winnfield è un comune degli Stati Uniti d'America, situato nello Stato della Louisiana, in particolare nella parrocchia di Winn, della quale è il capoluogo.